# Література Донецька
Літературний процес у Донецьку — частина загального літературного процесу, пов'язана з містом Донецьк. У місті бували відомі письменники, деякі жили в ньому постійно, внаслідок чого Донецьк, його історія та мешканці отримали відображення у творах художньої літератури. Вивчення цього процесу — предмет літературного краєзнавства.

## XIX століття
1890 року до Юзівки (колишня назва Донецька) до брата приїжджав Вікентій Вересаєв, який 1892 року на основі юзівського матеріалу пише вісім нарисів під загальною назвою «Підземне царство». В тому ж році Вересаєв знову приїжджає в Олександрівку для боротьби з холерою. Цей приїзд лягає в основу повісті «Без дороги», в якій розказано про умови праці та побуту шахтарів.
1896 року до Юзівки приїжджає київський кореспондент Олександр Купрін. Він пише нариси «Юзівський завод», «У головній шахті», «У вогні» і повість «Молох».
Юзівку від газети «Приазовський край» (рос. «Приазовский край») у 1896 році відвідував Олександр Серафимович, який потім, під враженнями від побаченого, написав оповідання «На заводі».

## XX століття
Костянтин Паустовський приїжджав на Юзівський завод як приймальник снарядів, свій приїзд до Юзівки пізніше описавши в автобіографічній повісті «Книга про життя. Неспокійна юність».
У 1911 році в Юзівці народився Леонід Жариков, який написав про свою донецьку юність книгу «Повість про суворого друга».
У 1920-х роках у Донецьку жив Василь Гроссман, який у 1934 році опублікував повість про життя шахтарів та заводської інтелігенції «Глюкауф». Також у романі Гроссмана «Степан Кольчугін» дія відбувається у Юзівці напередодні подій 1905-1907 років.
Семен Кірсанов написав вірш про виступ Володимира Маяковського в донецькому цирку 1927 року.
З 1946 по 1954 рік у тоді ще Сталіному жив Борис Горбатов, тут він написав п'єсу «Юність батьків», повість «Нескорені», сценарії кінофільмів «Це було в Донбасі» та «Донецькі шахтарі».
Ілля Гонімов також жив і працював у Донецьку, де написав повісті «Шахтарчук» (1930), «Стара Юзівка» та «На березі Кальміуса» (1940).
Після звільнення Донецька від німецької окупації під час Другої світової війни до міста приїжджає Лариса Черкашина. Вона пише низку повістей про донецьких підпільників - «У нашому місті» (1947), «Місто шахтарів» (1950) та «Донецька билиця» (1950).
Василь Стус із 1954 по 1960 рік навчався на історико-філологічному факультеті Донецького державного педагогічного університету та займався у літературній студії під керівництвом Т. Духовного.
Роман Григорія Володіна «Дике поле» (1982) розповідає про Юзівку 1917—1918 років. У романі назва міста змінена на «Юрівку», але решта топоніміки залишена без змін.
Юність Петра Григоренка пройшла в Юзівці, у його мемуарах «У підпіллі можна зустріти лише щурів…» є глави, в яких описується місто.
1988 року в Донецьку навчався Веня Диркін, він написав пісню «Донецьк — мій тато».

У Донецьку жив і творив Юрій Таран — радянський та український письменник-гуморист і журналіст.

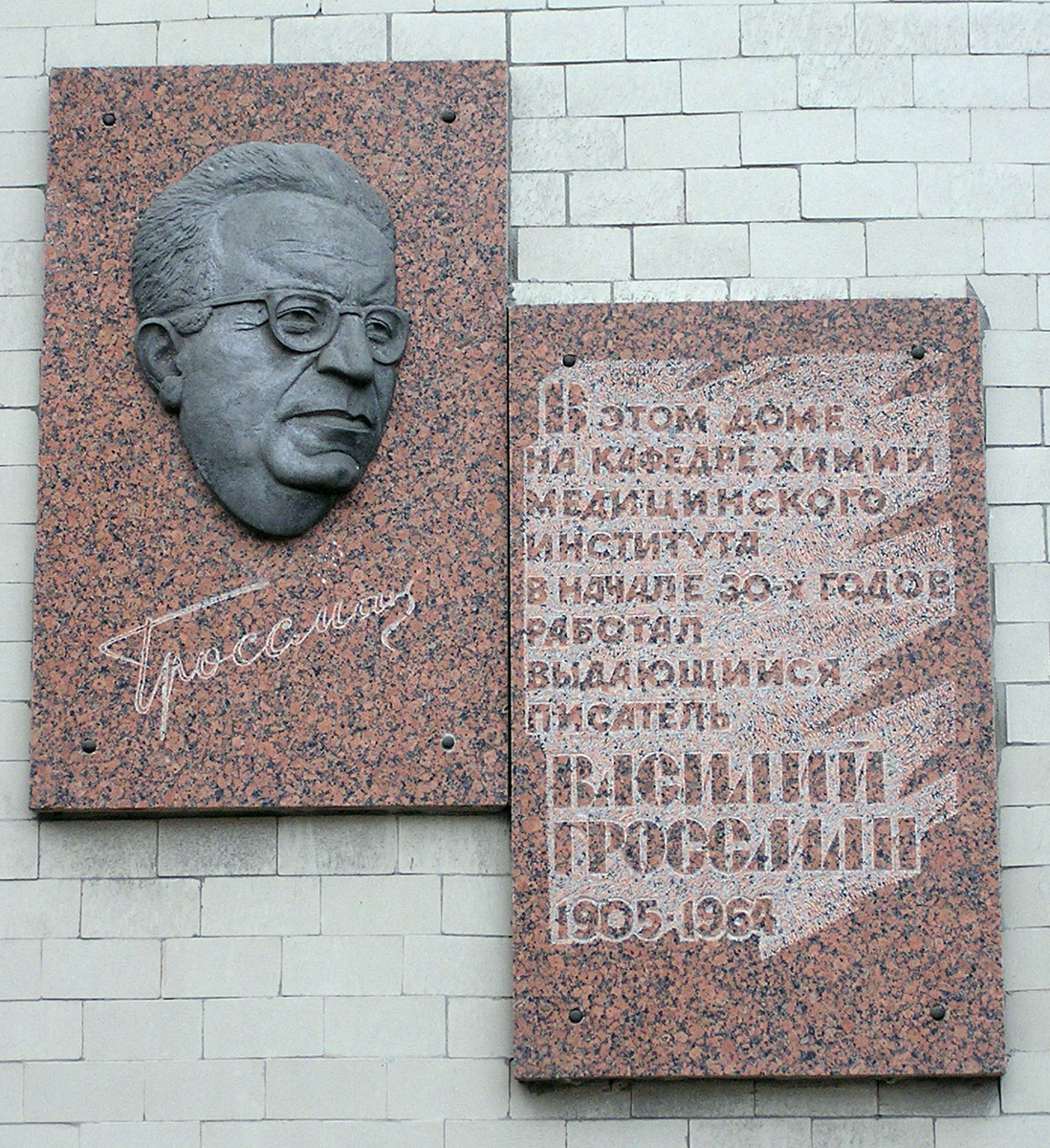
Меморіальна дошка на будинку, де працював Василь Гроссман
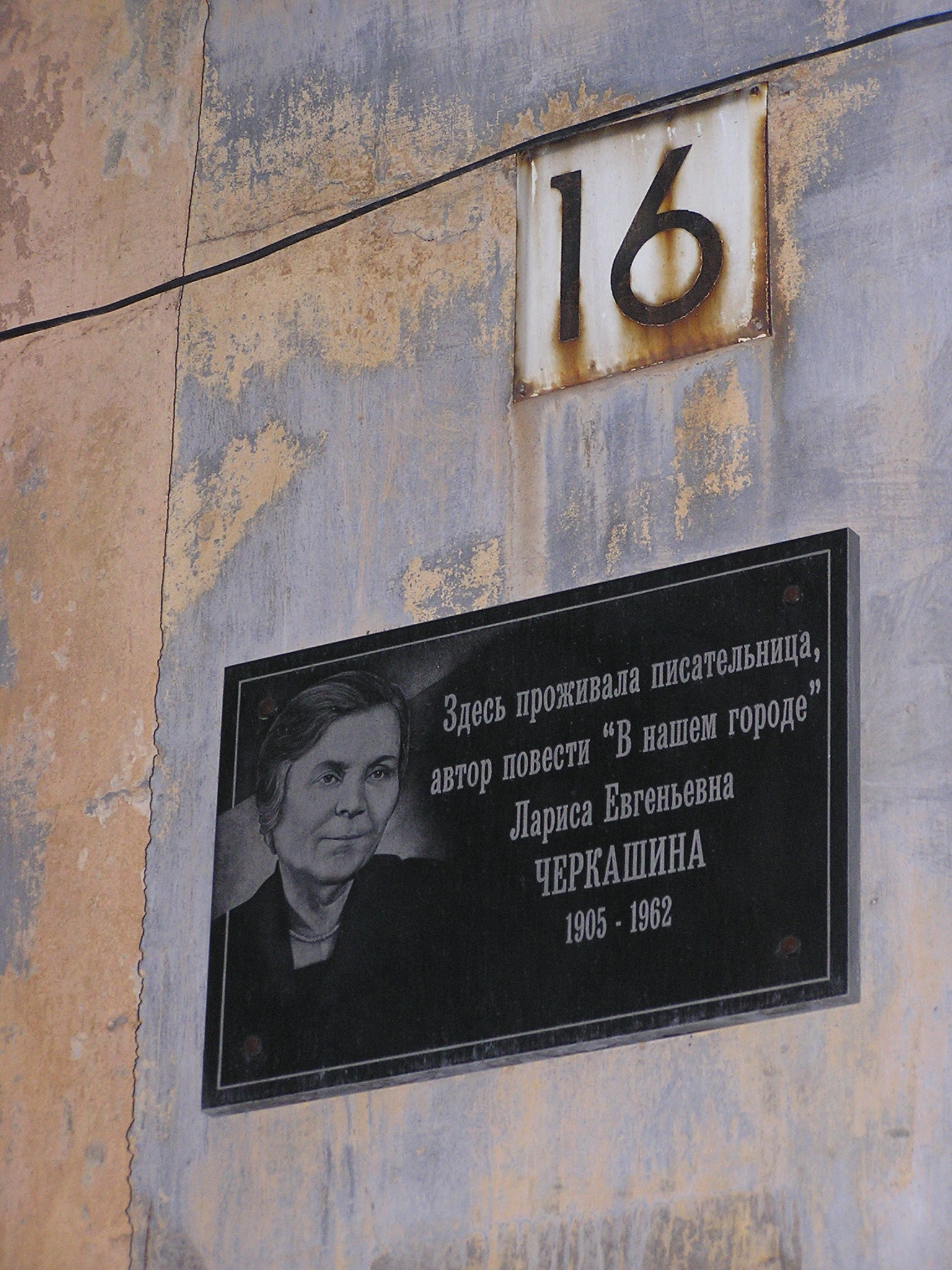
Меморіальна дошка на будинку, де жила Лариса Черкашина
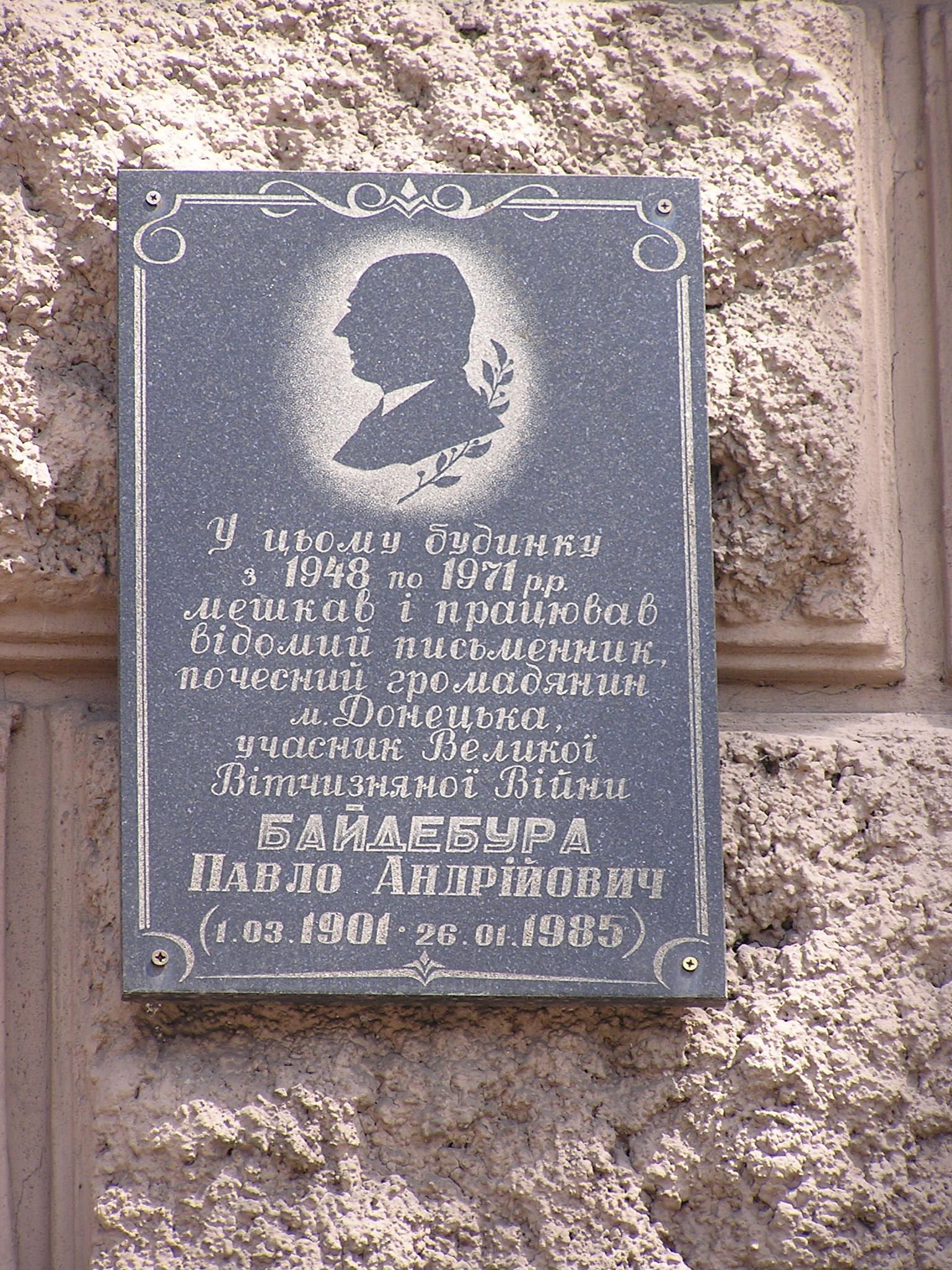
Меморіальна дошка на будинку, де жив і працював Павло Байдебура
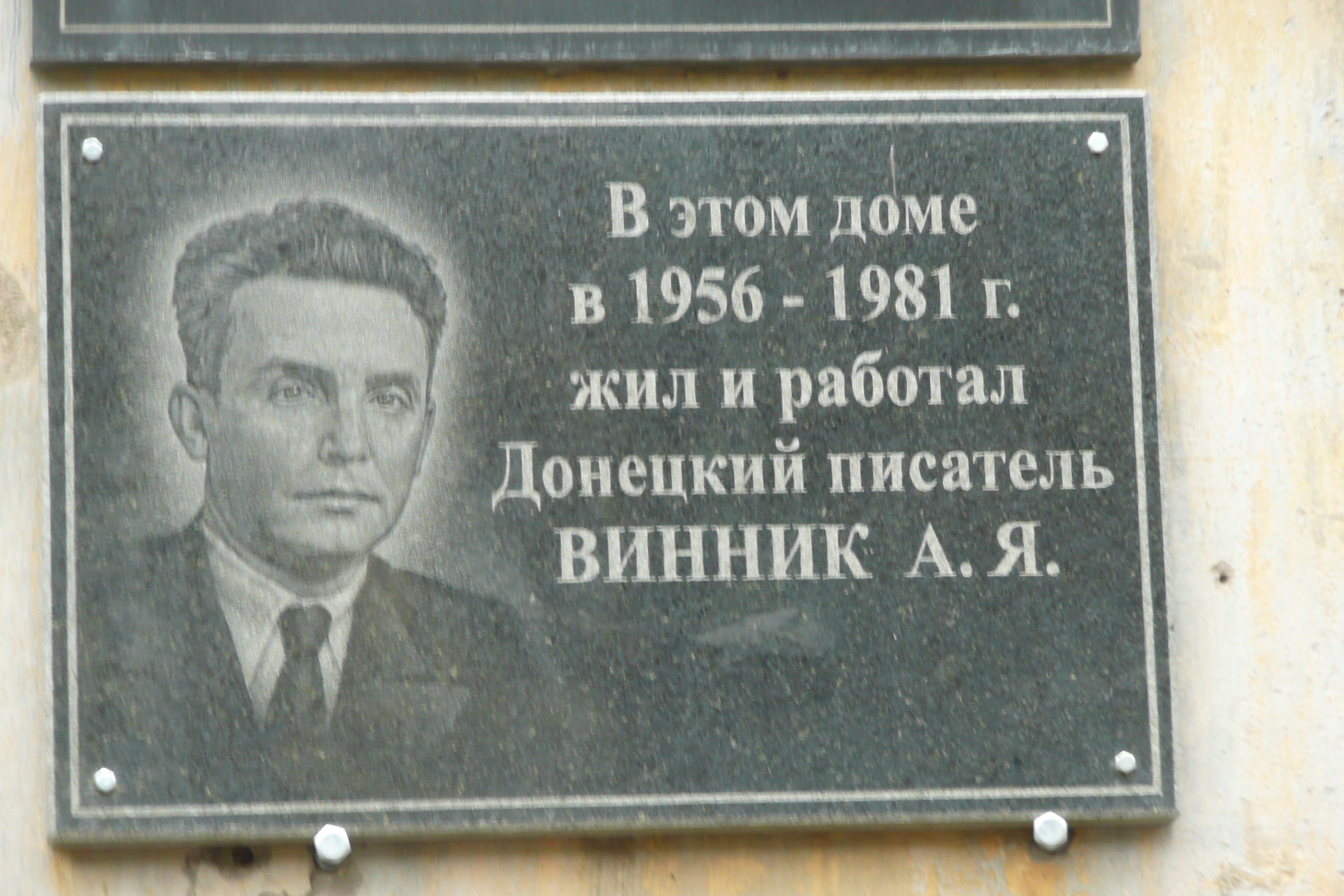
Меморіальна дошка на будинку, в якому жив та працював Олександр Винник
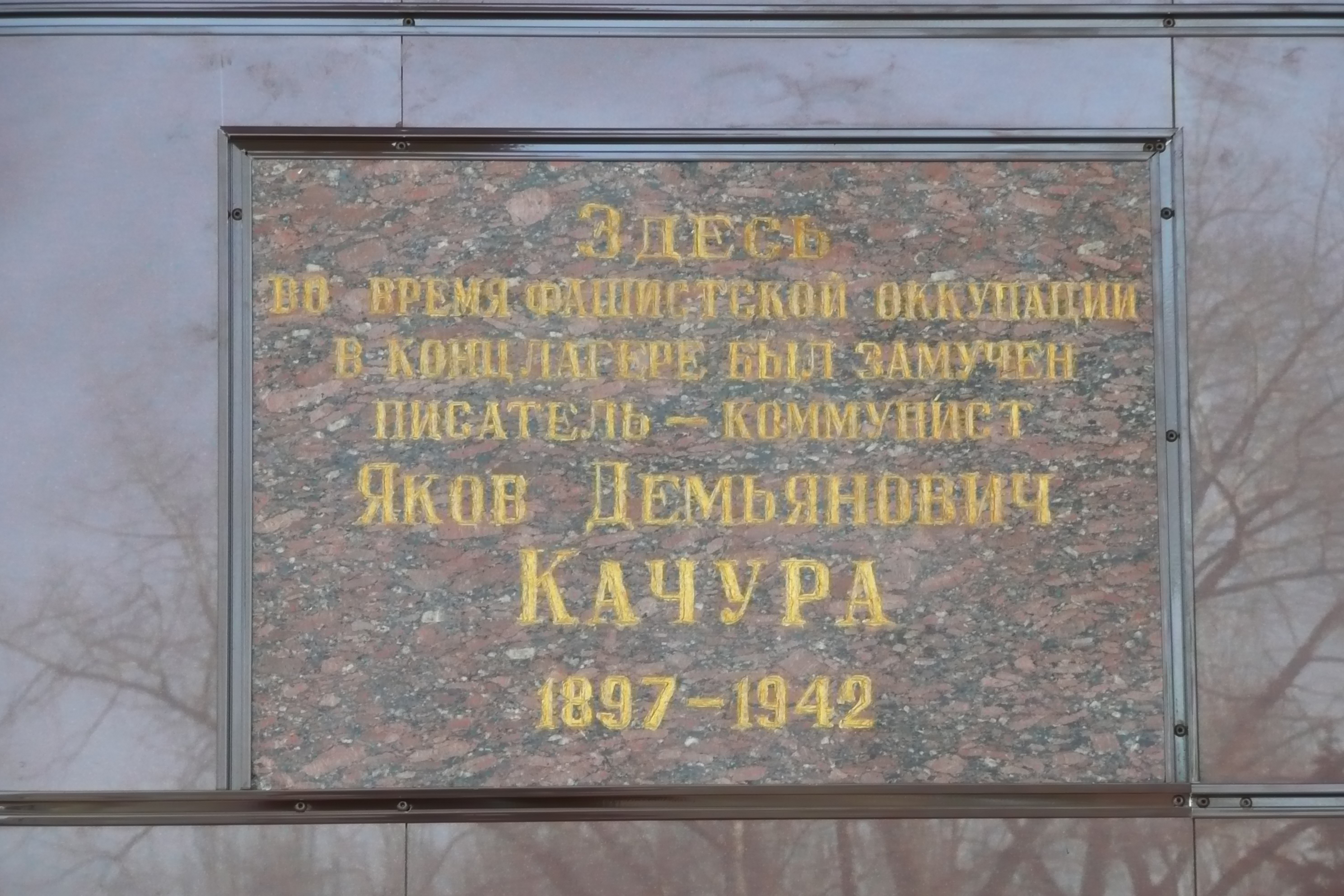
Меморіальна дошка на палаці культури металургів, де під час війни у концтаборі загинув Яків Качура

### Інші автори
- Баздирєв Олександр Григорович — російський письменник, останні роки життя провів у Донецьку. Тут він працював над романом про партизанський рух на Алтаї.
- Летюк Євген Миколайович — український поет.
- Костиря Іван Сергійович — український письменник.

На базі Донецької обласної бібліотеки імені Крупської працює клуб любителів фантастики «Мандрівник». Засновник і голова клубу — Федір Березін, також у клубі беруть участь такі автори: Віталій Забірко, Владислав Русанов, Ярослав Вєров (колективний псевдонім Гліба Гусакова та Олександра Христова), Георгій Савицький, Михайло Білозеров, Євген Білоглазов. Автори клубу з 2010-х років розпочали активну співпрацю з луганським видавництвом «Шико» та провели спільно низку заходів — презентації книг видавництва, зустрічі з авторами та автограф-сесії. 15-17 липня 2011 року клуб провів у Донецьку конференцію «Чумацький шлях» («Фантлаб-2011»).

## XXI століття

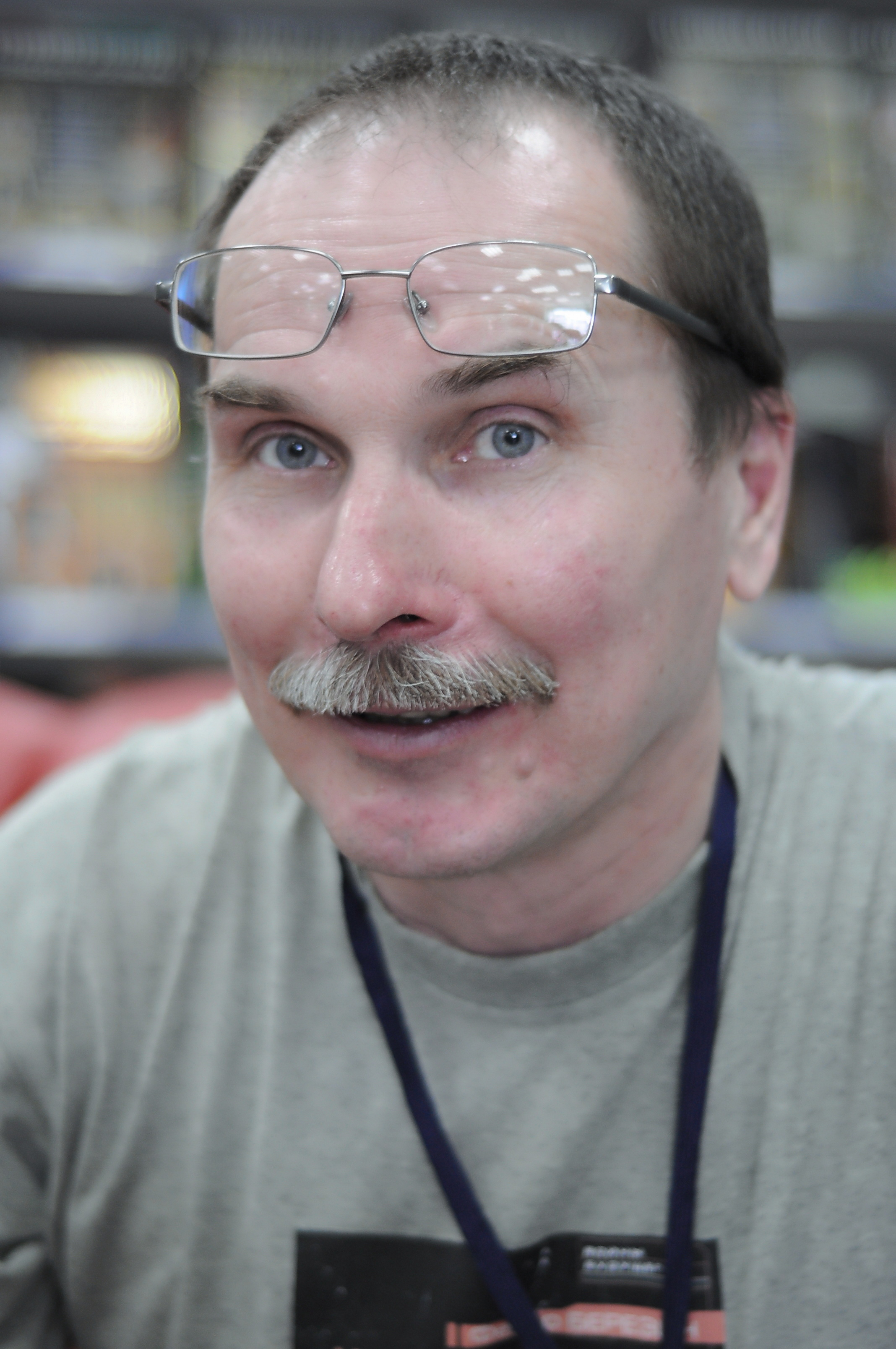
Федір Березін
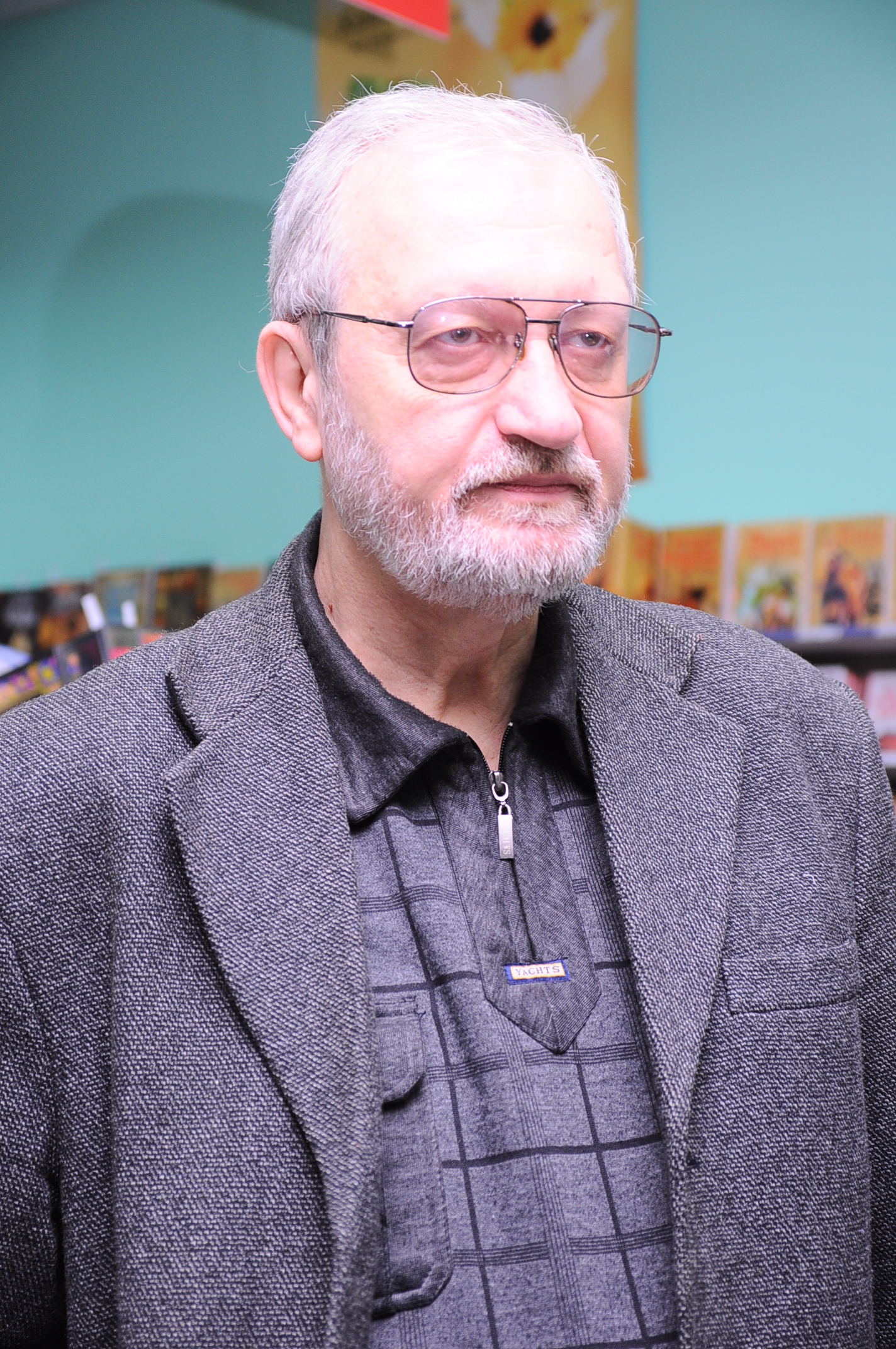
Віталій Забірко
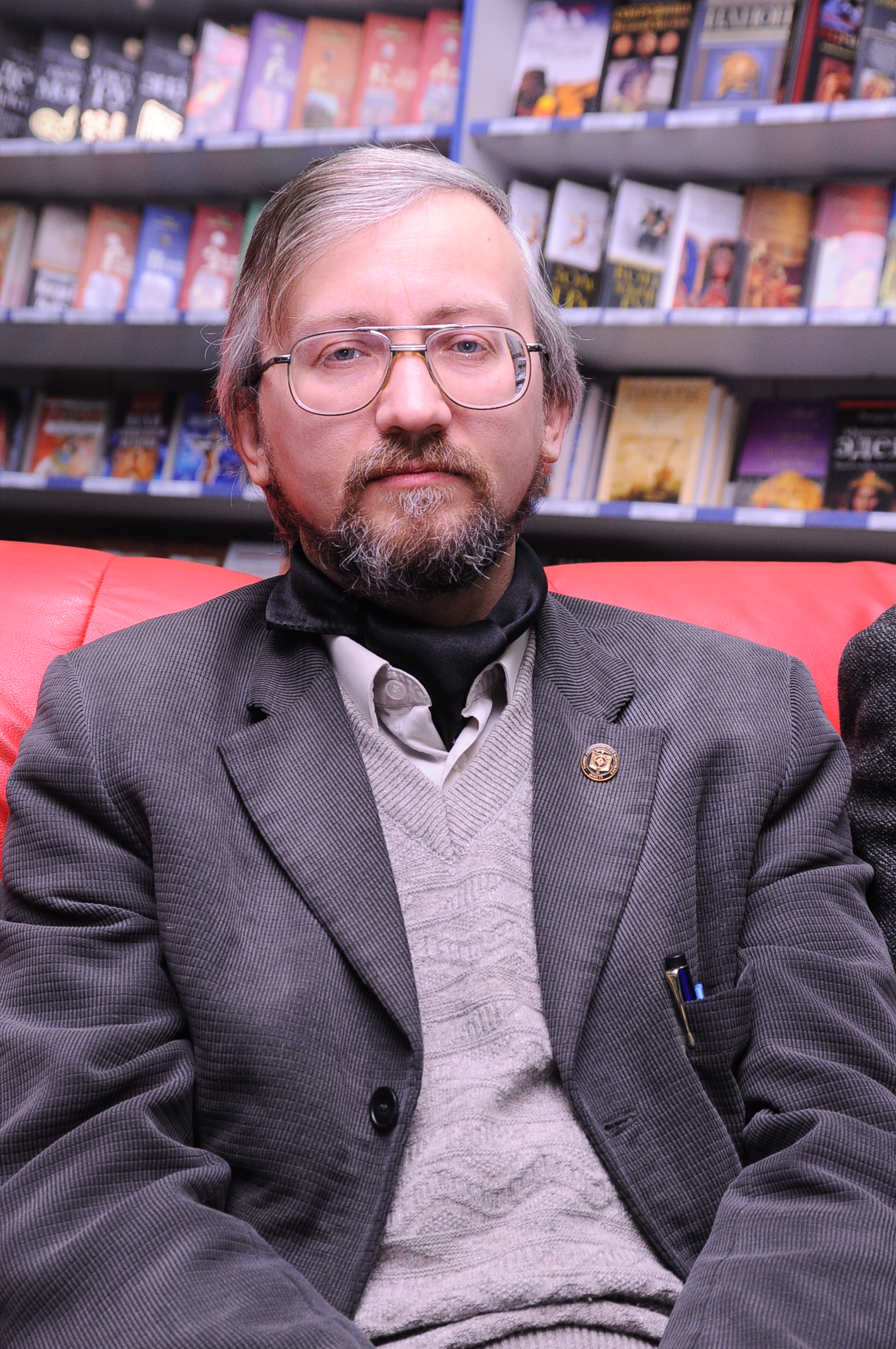
Владислав Русанов
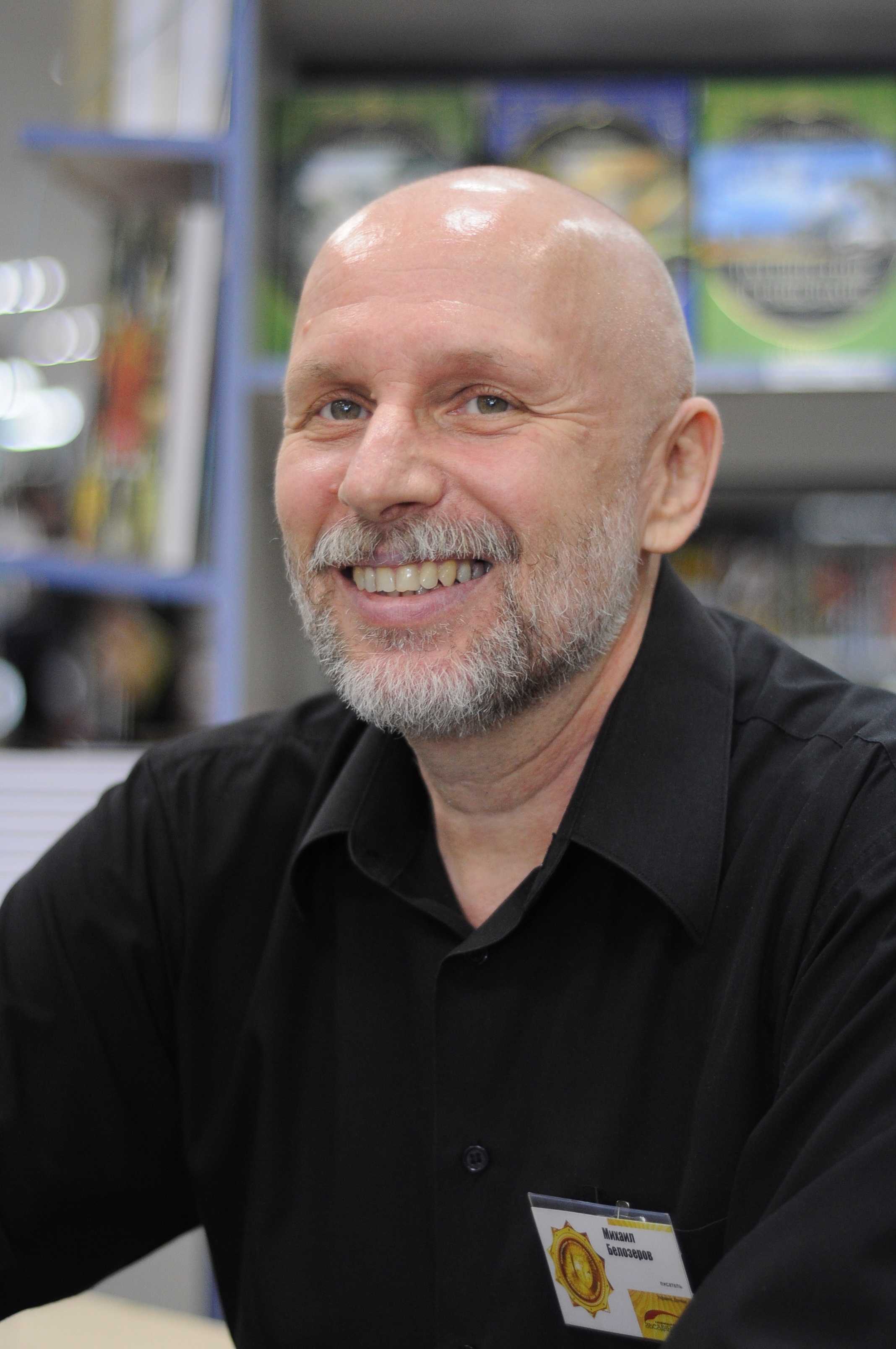
Михайло Білозеров

2011 року під керівництвом Євгена Ясенова стартував літературний проект «Донецьк, я люблю тебе!», що поєднує короткі твори художньої прози різних авторів. Всі включені до збірки твори мають дві спільні риси: їхня дія відбувається в місті Донецьк, у них так чи інакше торкається тема кохання.